# Francisco Macías Nguema
Francisco Macías Nguema, teljes felvett nevén Masie Nguema Biyogo Ñegue Ndong (szül. Mez-m Ngueme, Nsegayong, 1924. január 1. – Malabo, 1979. szeptember 29.) egyenlítői-guineai politikus, 1968-tól 1979-es megbuktatásáig Egyenlítői-Guinea első elnöke, diktátora.

## Élete

### Gyermekkora
Mez-m Ngueme néven született. 9 évesen végignézte édesapja agyonverését, akinek „bűne” az volt, hogy megpróbált embereinek jobb bért elintézni. Egy héttel később teljesen megárvult, mivel édesanyja öngyilkos lett, hátrahagyva Nguemát és 10 testvérét.

### Út a hatalom felé
A közszolgálati vizsgán háromszor megbukott, mindennek ellenére a spanyol gyarmati kormány idején Mongomo polgármestere lett, később pedig bekerült a parlamentbe is. 1964-ben miniszterelnök-helyettes lett az átmeneti független kormányban. 1968-ban a hamarosan függetlenné váló országban indult az elnökválasztáson, ellenfele a regnáló miniszterelnök, az erősen nacionalista programmal induló Bonifacio Ondó Edu volt. Bár azóta is ez volt az egyetlen szabad választás az ország történetében, Nguema legyőzte ellenfelét, és október 12-én letette az esküt. Ezt követően Ondó Edu gaboni száműzetésbe vonult, és a hivatalos jelentés alapján 1969. március 5-én öngyilkos lett. Egy másik vélemény szerint koholt vádak alapján végezték ki, mondván, puccsot szervez.

### Uralma
1971. május 7-én Nguema kiadta 415. rendeletét, amely hatályon kívül helyezte az 1968-as alkotmány egyes bekezdéseit, és felruházta őt a kormány és egyéb intézmények feletti korlátlan hatalommal, ideértve mindhárom hatalmi ágat. Az 1971. október 18-i 1. számú törvénnyel bevezette az elnök vagy a kormány megfenyegetésekor kiszabható halálbüntetést, az elnök vagy kabinetjének megsértése pedig 30 évnyi börtönt vonhatott maga után. 1972. július 14-én elnöki rendelettel beolvasztotta az országban létező pártokat az Egyesült Nemzeti Pártba (később Egyesült Nemzeti Munkáspárt), s a párt és a nemzet örökös elnöke lett. Egy 1973. július 29-én tartott népszavazás során az 1968-as alkotmányt felcserélték egy új dokumentummal, amely Ngueamát korlátlan hatalommal ruházta fel, és bevezette az egypártrendszert. A referendum eredményeit manipulálták, a hivatalos eredmény szerint a szavazók 99,9%-a támogatta az újonnan létrejövő diktatórikus rendszert.
A magánoktatást felforgatónak mondta ki, és 1975. március 18-án kelt, 6. rendeletével teljes egészében betiltotta.
Uralma alatt országát „Afrika Dachauja” címmel illették. Egyenlítői-Guinea lakosságának egy harmada menekült el az országból a véres diktatúra elől, Nguema ugyanis többek közt arról volt ismert, hogy teljes családokat és falvakat végeztetett ki.
Uralmának három főbb pillére volt: a párt, a katonai szervezete (Juventud en Marcha con Macías) és a ríó muni esangui klán. Az elnyomás eszközei – katonaság, elnöki testőrség – Nguema családtagjai és egyes klántagok kezében összpontosultak. Az elnök paranoiája oda vezetett, hogy az „entellektüel” szó használatát betiltották, és minden hajót elpusztítottak, így kívánva megakadályozni, hogy az emberek elmeneküljenek, és ennek érdekében a halászatot is betiltották. Az egyetlen kiutat az országból elaknásították. Nguema (addig Ngeme) 1976-ban változtatta meg a nevét Masie Nguema Biyogo Ñegue Ndongra, miután országa valamennyi lakosa számára elrendelte az afrikai név felvételét. Nguema a nyugati gyógyszereket is betiltotta, mert azok „nem afrikaiak”.
Erős személyi kultusza volt, amelyet valószínűleg a hatalmas mennyiségű pszichedelikum táplált. Önmagát különféle címekkel illette, így hivatalosan „elnök, Isten, a tudományok és a kultúra nagymestere” is volt. A Fernando Pó-szigetet Masie Ngueme Byogo-szigetté nevezte át. Ezt a diktátor 1979-es megbuktatása után visszanevezték Biokóra, s a főváros is visszanyerte nevét Santa Isabelről Malabóra. 1978-ban a nemzetnek új mottója lett: „Nincsen más Isten, csak Macías Nguema”.
A terror 1975 decemberében érte el a tetőpontját, karácsonykor 150 ellenzéki politikust végeztetett ki, minden valószínűség szerint azért ekkor, hogy nyomatékosítsa a kereszténység betiltásáról szóló rendeletét. Mindez Santa Isabel stadionjában történt, a kivégzőosztag minden tagja Mikulásnak öltözött, majd felhangzott a „Those were the days” című korabeli romantikus sláger, és megkezdődött a tömegmészárlás (ez magyarul Ábrándos szép napok címen ismert).
Nguema elnöksége alatt az országnak nemcsak fejlesztési terve nem volt, hanem elszámoltatási rendszer sem létezett a kormányzati források tekintetében. Miután meggyilkoltatta a Központi Bank kormányzóját, a nemzeti vagyon egészét a saját vidéki házába szállíttatta.
Rémuralma vége felé a társadalom műveltebb rétegeit vagy kivégezték, vagy szellemi száműzetésre ítéltek, ami azóta is érezteti hatását az országban. A törvényhozás két harmadát, valamint 10 egykori miniszterét is kivégeztette.

### Apuccs
1979-re Macías Nguema és rendszere brutalitása kiváltotta az Európai Bizottság és az ENSZ rosszallását. Ezen a nyáron Nguema saját családjának számos tagját is megölette, ami oda vezetett, hogy az elnök bizalmasai is félni kezdtek attól, hogy többé nem racionálisan dönt. 1979. augusztus 3-án megdöntötték hatalmát. A puccs vezetője Teodoro Obiang Nguema Mbasogo volt, korábban a fegyveres erők helyettes minisztere, Bioko katonai parancsnoka, és egyben Macías Nguema unokaöccse.
A leváltott uralkodó és a hozzá hű erők kezdetben ellenálltak a puccsnak, de végül csapatai elhagyták az egykori diktátort, és Nguemát augusztus 18-án elfogták.

### Pere és kivégzése
A Legfelsőbb Katonai Tanács 1979. augusztus 18-án kezdte tárgyalni Nguema ügyét, szemtanúkat hallgatott ki, bizonyítékokat gyűjtött. Ezután szeptember 24-én összehívta a katonai törvényszéket, és a volt diktátort, illetve bűntársait a vádlottak padjára ültette. Az ellenük felhozott vádak között szerepelt a népirtás, tömegmészárlás, közpénzek elsikkasztása, emberi jogok megsértése.
Az államügyész Nguemára halálbüntetést, öt társára fejenként 30 év börtönt, négy másikra pedig fejenként egyévnyi börtönt kért. Nguema védőügyvédje ezzel szembement, azt állítva, hogy a többi vádlott volt felelős a bűncselekmények elkövetéséért, és kérte Macías felmentését. Nguema beszédet is intézett a bírósághoz, amelyben felvázolta azon tetteit, amelyeket ő az ország szempontjából pozitívnak gondolt. 1979. szeptember 29-én délben a törvényszék kimondta ítéletét, amely jóval szigorúbb volt az államügyész által kértnél: Macías Nguemát és hat tettestársát halálra és vagyonuk teljes elkobzására ítélték, a volt diktátort ráadásul 101-szeres halálbüntetéssel sújtották. Két vádlottat egyenként 14 évre, további kettőt 4-4 évre ítéltek.
Mivel magasabb bírósághoz nem lehetett fellebbezést benyújtani, a katonai törvényszék ítélete jogerős volt. Macías Nguemat és 6 társa kivégzését a marokkói hadsereg egy kivégzőosztaga hajtotta végre a Bioko szigetén lévő börtönben, az ítélethozatal napján, este 6 órakor. Kivégzése előtt állítólag nyugodtan és méltóságteljesen viselkedett.

## Megítélése
Napjainkban Nguemát az egyik legkorruptabb, legkegyetlenebb, kleptokratikus uralkodónak tartják a posztkoloniális Afrika történetében. Egyes források szerint 50-80 ezer, mások szerint 300-400 ezer ember haláláért volt felelős. Nguemát hasonlították Pol Pothoz is a rendszere erőszakossága, kiszámíthatatlansága és értelmiségellenessége miatt.

## Fordítás
- Ez a szócikk részben vagy egészben  a   Francisco Macías Nguema című angol Wikipédia-szócikk ezen változatának fordításán alapul.  Az eredeti cikk szerkesztőit annak laptörténete sorolja fel. Ez a jelzés csupán a megfogalmazás eredetét és a szerzői jogokat jelzi, nem szolgál a cikkben szereplő információk forrásmegjelöléseként.